# Sturnus
Sturnus é um gênero de aves da família Sturnidae. A taxonomia deste grupo é complexa, e os especialistas divergem consideravelmente sobre quais espécies devem ser colocadas neste gênero. Possui representantes na maior parte da Eurásia e uma espécie, o estorninho-comum, foi introduzida na África do Sul, América do Norte, Austrália e Nova Zelândia.

## Espécies
- Sturnus vulgaris Linnaeus, 1758
- Sturnus unicolor Temminck, 1820